# 陈继延
陈继延（1951年—），广东台山人，汉族，中华人民共和国政治人物、第十一届全国人民代表大会云南地区代表。
毕业于云南大学哲学专业。担任云南省侨兼职副主席、云南民族大学法学与公共管理学院教研室主任。2008年起担任全国人大代表。